# Canadian Film and Television Production Association – Association canadienne de production de film et télévision
Die Canadian Film and Television Production Association – Association canadienne de production de film et télévision wurde 1948 als Interessenvertretung für die unabhängigen Produzenten von audiovisuellen Inhalten in Kanada gegründet. Sie vertrat 2010 rund 400 Unternehmen, die in diesem Bereich tätig waren. Sie führt Büros in Ottawa, Toronto und Vancouver. Ihre Aufgaben sieht die CFTPA darin, als Interessenorganisation gegenüber der Regierung in Ottawa und denen der Provinzen und Territorien aufzutreten, Arbeitsverträge ähnlich den Manteltarifverträgen auszuhandeln, Mentorenprogramme für Autoren und Künstler durchzuführen, sowie die Urheberrechte zu schützen. Hinzu kommen jährliche Versammlungen und Übersichtspublikationen zur Entwicklung der Branche, wie den GUIDE.
2010 gab die CFTPA die Zahlen der „bildschirmbasierten Industrie“ für die Jahre 2008 bis 2010 in Kanada bekannt. Danach stieg der Umsatz der Branche von 2008/09 auf 2009/10 von 4,8 auf 4,9 Milliarden Dollar. Insgesamt bot sie 117.200 Vollzeitarbeitsplätze. Dabei sank der Anteil der kanadischen Fernsehproduktionen von 2 auf 1,9 Milliarden, die Zahl der Arbeitsplätze lag bei 47.300. Die Theaterproduktionen mit 7.300 Beschäftigten setzten 308 nach 217 Millionen um, ausländische Unternehmen im Sektor stellten 35.900 Beschäftigte mit einem von 1,4 auf 1,5 Milliarden Dollar gestiegenen Umsatz. Die Radioproduktionen fielen von 1,17 auf 1,11 Milliarden Dollar Umsatz bei 26.600 Arbeitsplätzen.

## Geschichte
Die CFTPA erhielt bei ihrer Gründung zunächst den Namen Association of Motion Picture Producers and Laboratories of Canada (AMPPLC), da sie vor der Verbreitung des Fernsehens Produktion und Postproduktion der Filmindustrie vertrat. 1974 änderte die Assoziation ihren Namen dementsprechend in Canadian Film & Television Association (CFTA). Am 12. September 1984 wurde die nunmehr landesweit tätige Organisation in die Canadian Film & Television Association”/ Association canadienne de cinéma-télévision umbenannt, um der Vorgabe der offiziellen Zweisprachigkeit Kanadas zu genügen. 
In den 1980er Jahren, einer Phase schnellen Wachstums der kanadischen Filmindustrie, entstanden konkurrierende Vereinigungen, wie etwa die Canadian Association of Motion Picture Producers, die 1985 mit der CFTA verschmolzen wurde. Damit wurde eine Reihe von Individuen, meist Produzenten und Autoren, Mitglieder der CFTA. 1988 folgten ihr The Canadian Television Program Distributors. Ein Jahr später entstand auf Initiative der CFTA das Canadian Retransmission Collective, um auf die veränderten Urheberrechtsgesetze und das Freihandelsabkommen mit den USA und Mexiko reagieren zu können. Letzteres erlaubte Relaisübertragungen amerikanischer Programme nach Kanada. 1990 schloss sich The Association of Canadian Film and Television Producers der CFTA an. Sie war 1984 gegründet worden, um die Interessen der größeren Produzenten zu vertreten. 
Aus der Fusion ging die CFTPA hervor, die wiederum am 25. Oktober 1990 ihren Namen von Canadian Film & Television Association / Association canadienne de cinema-télévision in Canadian Film and Television Production Association - Association canadienne de production de film et télévision änderte. Um auf lokale Veränderungen reagieren zu können, entstand am 3. Oktober 1994 in British Columbia die B.C. Producers’ Branch of Canadian Film and Television Production Association.
Bei diesen Fusionen und Gründungen ging es einerseits um die Bewältigung neuer Techniken und Rechtsgrundlagen, andererseits um die Integration von Filmbereichen, die in Kanada eine besonders große Rolle spielen, nämlich die Bereiche des Unterrichts, der Ausbildung und der Weiterbildung. Daher entstand 1998 das Educational Rights Collective of Canada, das die Inhaber von Urheberrechten aller Medienproduktionen vertritt, die von Bildungs- und Ausbildungsinstitutionen genutzt werden. 1999 entstand dementsprechend das Producer’s Audiovisual Collective of Canada (PACC), das sich um die Einnahmen kümmerte, die aus dem Verkauf von Datenträgern und dem Verleih von Filmen erwuchsen. Seit 2001 vertritt es auch die Neuen Medien.